# 麥成輝
麥成輝（1958年—），香港資深傳媒人、出版人、香港皇冠出版社董事總經理、青馬文化出版社出版人。畢業於國立臺灣大學文學院外文系，曾在美國愛荷華大學新聞傳播系研究所進修，後來在香港中文大學哲學系碩士畢業。曾主持香港電台清談節目「講東講西」，又曾擔任電視部「傳媒春秋」主持人。九十年代也曾任「號外」雜誌總經理及聯席出版人。2011年，創辦「香港流行圖書協會」，為創會會長。

## 著作
- 《講出一個精彩的故事──獲得故事技能的關鍵7步》[4]2017年6月出版
- 《說故事：會說故事之前先說好自己的故事》[5]2016年10月出版
- 《輕狂歲月》[6]1997年7月出版

## 外部連結
- 麥成輝的新浪微博

### 專訪及相關報導
- 麥成輝──皇冠上的一縷檀香（上） （页面存档备份，存于）2014-10-15
- 麥成輝──皇冠上的一縷檀香（下） （页面存档备份，存于）2014-10-22
- 幸福摩天輪——出版達人的「最痛」2011-07-14
- 香港皇冠: 我们是这样打造张小娴的[永久]2010年3月

### 佛門網明覺專稿
- 〈心寬的力量〉 （页面存档备份，存于）2015-12-23
- 〈甚麼樣的人會去學佛？學佛又為了甚麼？〉 （页面存档备份，存于）2015-06-24